# Condado de Shelby (Texas)
O Condado de Shelby é um dos 254 condados do estado americano do Texas. A maior cidade e sede do condado é Center.
O condado possui uma área de 2 161 km² (dos quais 105 km² estão cobertos por água), uma população de 25 224 habitantes, e uma densidade populacional de 12 hab/km² (segundo o censo nacional de 2000.
O condado foi fundado em 1836.